# Лачезар Шумков
Лачезар Шумков (буг. Лъчезар Шумков; Софија, 28. фебруар 1992) бугарски је пливач чија ужа специјалност су трке прсним стилом. Вишеструки је национални првак и рекордер.

## Спортска каријера
Још као јуниор Шумков је постизао запажене резултате на националним првенствима у млађим категоријама, а прво велико такмичење на коме је наступио су биле прве Олимпијске игре младих у Сингапуру 2010, где је успео да се пласира у полуфинале трке на 100 прсно. Године 2012. одлази на студије у Сједињене Државе где се такмичи за пливачки тим Универзитета Конектикат.
Прво велико међународно сениорско такмичење на којем је наступио је било европско првенство у Дебрецину 2012, где није остварио неке запаженије резултате.
На светским првенствима је дебитовао у Казању 2015, где је пливао у квалификационим тркама на 50 прсно (35. место) и 100 прсно (47. место). Годину дана касније, на европском првенству у Лондону постигао је нешто боље резултате, пласиравши се на 20, 23. и 29. место у тркама на 50, 100 и 200 прсно.
Други наступ на светским првенствима је имао у Будимпешти 2017, где је остварио сличне резултате као и две године раније, на 50 прсно је био 33, а на 100 прсно 39. пливач квалификација.
Пливао је и на европском првенству у Глазгову 2018, те на светском првенству у Квангџуу 2019. (35. место на 50 прсно).